# Notafilie

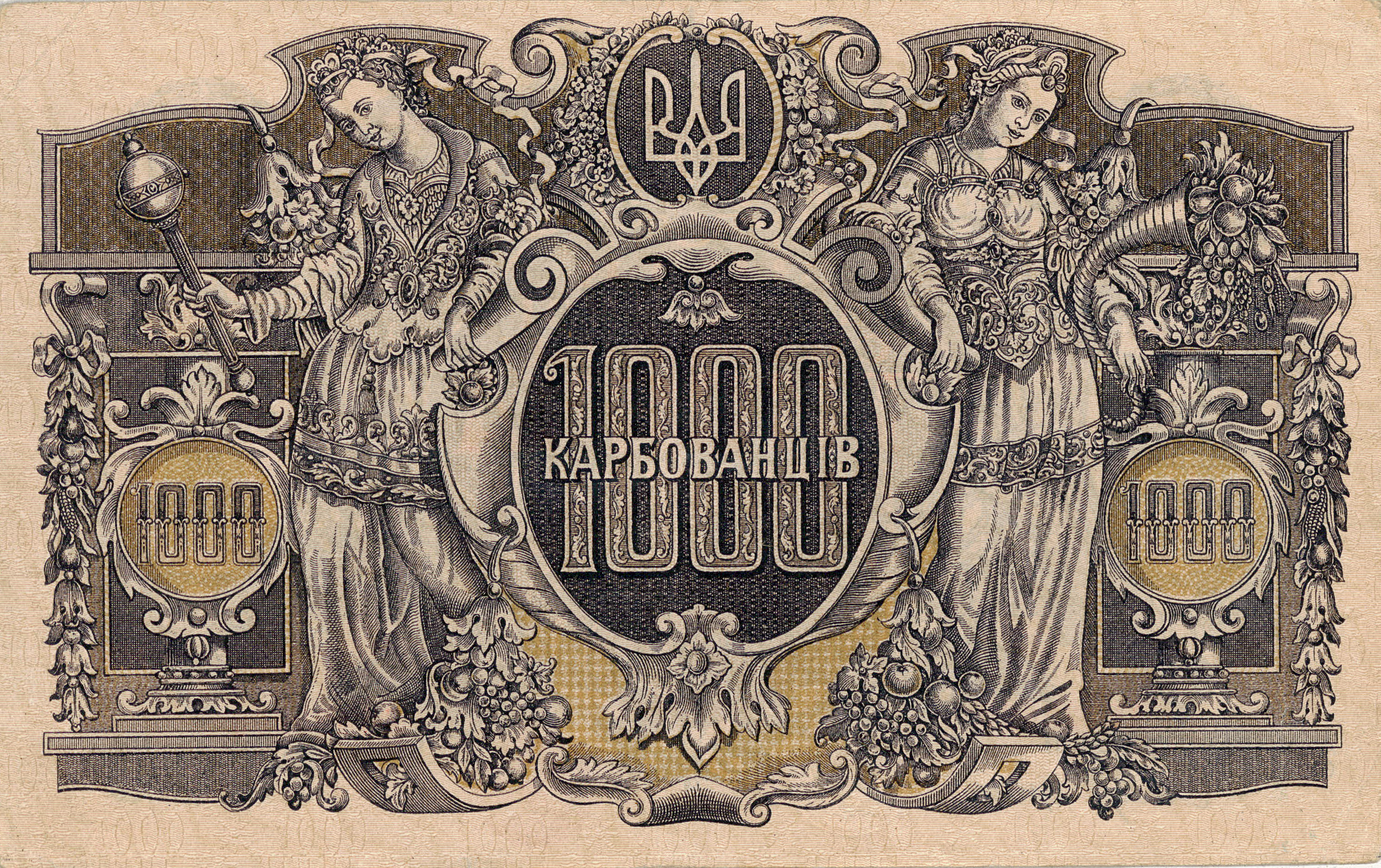
Bancnotă ucraineană, de 1.000 de karbovaneți, emisă în 1919

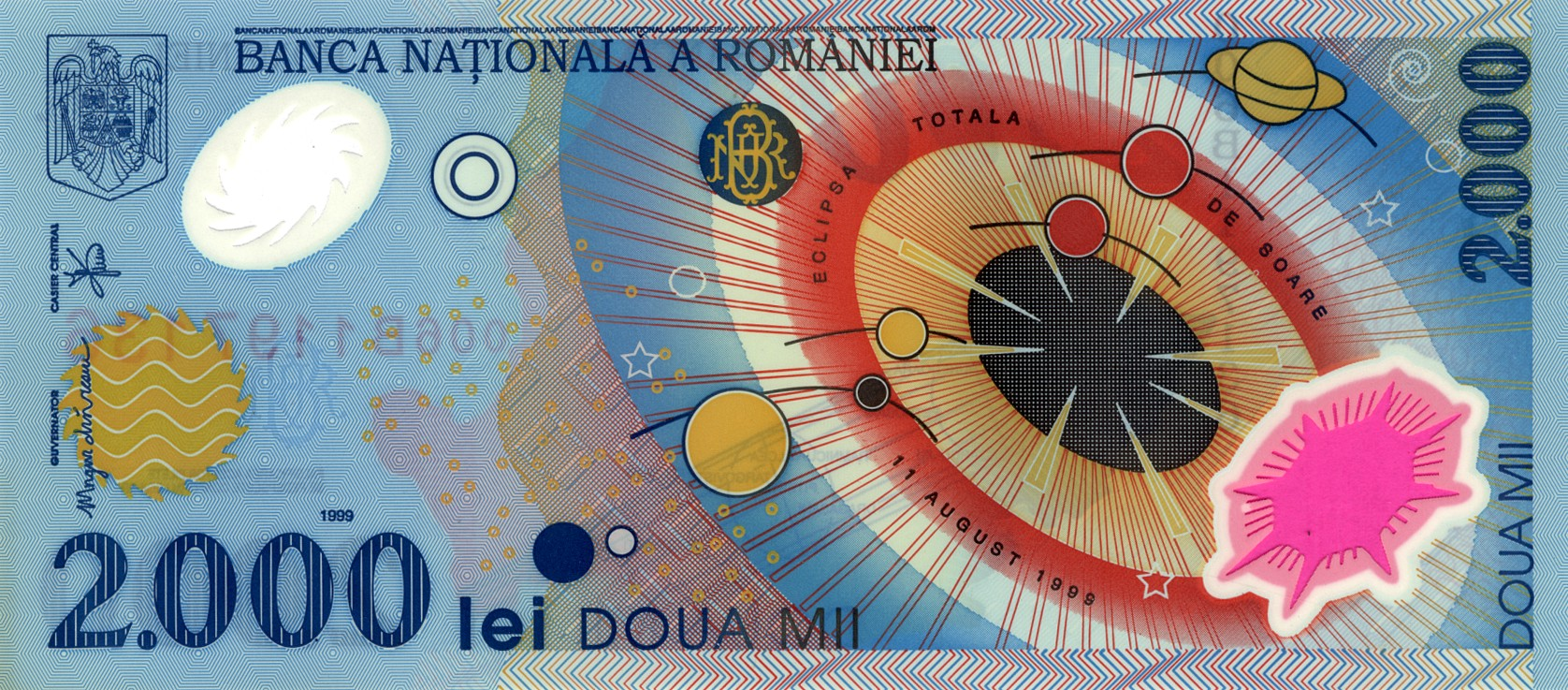
Prima bancnotă pe polimer emisă de România (și în Europa), în 1999, cu valoarea nominală de de lei (ROL), avers

Notafilia este partea numismaticii care se ocupă cu studierea și colecționarea bancnotelor.
Moneda de hârtie a fost, fără îndoială, introdusă de negustorii de ceai chinezesc, la începutul secolului al X-lea, pentru încheierea marilor tranzacții folosind bilete la ordin, cu scopul evitării transportului monedelor metalice. Administrația chineză adoptă, în mod oficial, bancnotele în anul 1024. Monedele metalice sunt reprezentate simbolic pe bancnotele dinasiei Song. 
Prima mențiune occidentală a unei forme de bancnotă a fost făcută de Marco Polo, la sfârșitul secolului al XIII-lea.
Prima bancă din Europa care a emis bancnote a fost Riksbank din Stockholm, în 1658. 
În Franța, primele bancnote au apărut în secolul al XVIII-lea, în legătură cu sistemul lui Law, dar ele au fost precedate de proto-billets (scrisori de schimb), cu mult înainte. Primele bancnote emise de Banque de France (în română Banca Franței) au apărut în 1803.
Colecționarul caută bancnote în stare cât mai bună, pe cât posibil, fără să fie rupte, pliate sau înțepate ori murdare. 
Colecționarii de bancnote se numesc notafili.

## Etimologie
Termenul notafilie este obținut din două elemente: cuvântul latinesc nota „semn de recunoaștere”, „semn distinctiv”, „marcă”, „adnotare”, „notă” și cuvântul grecesc vechi philos „prieten”.

## Istoria unui agrement
Notafilia cunoaște primele sale dezvoltări la Londra, la mijlocul  secolului al XX-lea, când întreprinderea Stanley Gibbson a căutat să-și extindă oferta în materie de  filatelie. În 1961, Internationl Bank Note Society (IBNS) vede lumina zilei. În Franța, primele cataloage adevărate care repertoriau diferitele cupiuri  cât și cotele lor au apărut la începutul anilor 1970, însă referința în materie rămâne ediția anuală a catalogului american „World Paper Money” conceput la origine de numismatul german Albert Pick (numele „Pick” alăturat unei cifre, în general, face referire la o vinietă). Deși notafilia pare recentă, comparată, de exemplu, cu filatelia sau colecționarea de stampe, se poate estima că interesul pentru bancnote a crescut odată cu apariția primelor viniete în culori gravate în tipar adânc, bogat ilustrate, iar aceasta, încă de la sfârșitul secolului al XIX-lea.
Notafilia este legată de numismatică, întrucât colecționarii de monede pot uneori să asocieze cele două pasiuni ale lor care trimit la instrumente de plată, la fel ca și scripofilia, activitate care constă în colecționarea de acțiuni și de obligațiuni perimate.

## Primele bancnote românești

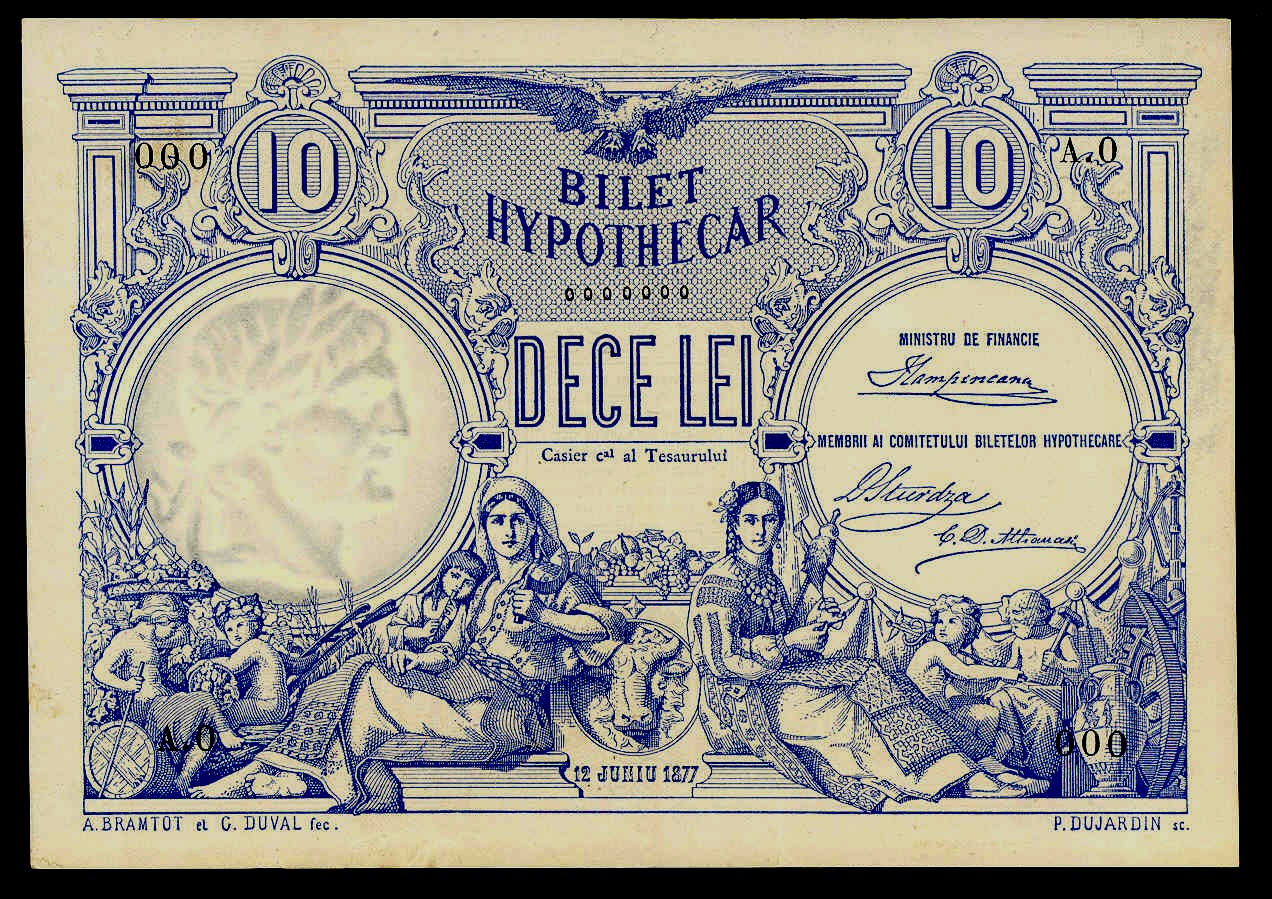
Bilet ipotecar de 10 lei, emis în 1877

Primele însemne monetare de hârtie sunt biletele ipotecare, emise conform legii din 12 iunie 1877, cu valorile nominale de 5 lei, 10 lei, 20 lei, 50 lei, 100 lei și 500 lei, de către Ministerul de Finanțe, pentru a obține fondurile necesare susținerii financiare a Războiului de Independență.
La 1 aprilie 1880, este înființată Banca Națională a României, fiind singura abilitată să emită monedă de metal și hârtie.

## Criterii de colecționare
Bancnotele se pot colecționa după anumite criterii:
- Tematică (de exemplu: personalități, floră, faună, relief, arhitectură, evenimente etc.)
- Epocă
- Suport (hârtie, polimer)
- Număr de serie
- Valoare nominală
- Continente
- Țări
- Conservare
- Erori
- Supratipar

### Gradul de conservare a unei bancnote
Există mai multe variante de scări privitoare la starea de conservare a bancnotelor. Oferim, în continuare, una dintre aceste variante: 
- Bancnotă nouă (română: Nouă, UNC, engleză: UNC, franceză: Neuf)

Caracteristici: bancnotă ireproșabilă, fără niciun defect de circulație sau de mânuire; este o bancnotă care nu a circulat. Unii colecționari dovedesc acest lucru prin existența în colecția lor a unor bancnote cu serii consecutive.
- Bancnotă aproape nouă (română: aUNC, engleză aUNC, franceză: pr.Neuf)

Caracteristici: ușoare urme de numărare sau un ușor pliu, la margine, ca urmare a strângerii excesive cu banda de hârtie;
- Bancnotă splendidă (română, franceză: SPL, engleză AU)

Caracteristici: O bancnotă splendidă este nouă, dar care a fost pliată, pe mijloc în două, fără ca hârtia să se „spargă”, poate avea un defect minor, ca de exemplu o îndoitură într-un colț, un defect la margine, urmă de înțepare cu ac cu gămălie etc.
- Bancnotă superbă (română, franceză: SUP, engleză: XF)

Caracteristici: Două sau trei urme de înțepături, câteva ușoare îndoituri, dar, cu un aspect general foarte frumos, fără pete importante sau alt defect major. Bancnota trebuie privită cu cea mai mare atenție, întrucât diferența cu o bancnotă FFF este uneori greu de  evaluat. Bancnota trebuie privită atât pe avers cât și pe revers, urmele îndoiturilor trebuie să fie curate (dar nu spălate!) 
- Bancnotă foarte foarte frumoasă (română: FFF, engleză: VF, franceză: TTB)

Caracteristici: Foarte foarte frumos nu semnifică mare lucru și reprezintă, de multe ori, calitatea de risc, întrucât predispune la contradicții. Cel mai simplu este să se procedeze prin eliminare: o bancnotă frumoasă care nu poate fi clasificată ca superbă este o bancnotă FFF. Bancnota a circulat și are diverse defecte, dar aspectul său general și prospețimea sa sunt conservate; este o bancnotă circulată clasică;
- Bancnotă foarte frumoasă (română: FF, engleză: F, franceză: TB)

Caracteristici: O bancnotă în stare de conservare foarte frumoasă este într-o stare mijlocie și, prin urmare, rămâne „prezentabilă”, fără rupturi mari sau pete importante. Foarte frumoasă este o bancnotă întreagă, care a circulat mult, poate avea numeroase urme de înțepături, îndoituri, adesea murdare, mici despicături, cu defecte la margini, colțuri rotunjite etc.
- Bancnotă frumoasă (română: F, engleză: G, franceză: B)

Caracteristici: este o bancnotă care a circulat mult, cu numeroase urme de înțepături, îndoituri, este murdară, are despicături, dar fără lipsuri importante (fără precizări). Tehnic, puține diferențe față de bancnotele foarte frumoase, aprecierea făcându-se pe aspectul general, sau este vorba de o bancnotă care ar fi FFF, dar are un defect grav. Această calificare este în mod deosebit folosită pentru bancnotele din secolul al XIX-lea.
- Bancnotă destul de frumoasă (română: DF, engleză: POOR, franceză: AB)

Caracteristici: Calitatea DF este minimum acceptabilă pentru o bancnotă. Foarte puțin folosit pentru bancnotele obișnuite, calificativul „destul de frumoasă” este uneori necesar dacă bancnota este pătată grav, în caz de lipsă materială importantă sau o ruptură mare. Acest calificativ se poate potrivi la unele bancnote din secolul al XIX-lea. Calificativul DF este mai răspândit decât M (mediocru), care era folosit mai de mult. Acest din urmă calificativ, M, mai este folosit foarte rar, în cazuri extreme, în care calificativul DF este prea mare.

## Glosar
- Avers: sau față  sau recto
- Cartuș: fereastră în general albă sau goală care reprezintă zona filigranată
- Cotă: prețul cu care a fost vândută bancnota
- Creare: data la care a fost concepută bancnota
- Curs forțat: bancnotă neschimbabilă, însă bună ca monedă
- Curs legal: bancnotă în circulație și utilizabilă
- Desen: sau studiu pregătitor, machetă executată de un artist, în format mare
- Emitere / emisiune: data la care o bancnotă începe să circule
- Eseu: vinietă de pre-emitere (sau probă)
- Eroare: eroare de tipar
- Fals: imitație, contrafacere
- Fața: sau aversul, partea unei bancnote care este mai luminoasă și mai informată decât dosul
- Filigran: imagine inclusă în hârtie și vizibilă în contra luminii
- Gravor: artistul care realizează pe un suport gravura  motivului sau desenul
- Imprimare în oglindă: procedeu prin care imaginea de pe fața bancnotei este imprimată pe verso, însă invers (sau în oglindă)
- Indice: mențiune care indică suma (de exemplu Zece lei)
- Milesim: data imprimării / emisiunii bancnotei (de obicei se află pe avers / față)
- Numărul seriei: prin care fiecare bancnotă devine unică
- Policromie: imprimare / tipărire în patru sau mai multe culori
- Recto sau avers sau față
- Retrasă: bancnotă retrasă din circulație
- Revers: dosul unei bancnote, mai puțin colorate și informate decât recto / aversul. [în engleză reverse]
- Stare de conservare: calitatea bancnotei (Vezi mai sus)
- Supratipar: adaos al unei mențiuni după imprimare / tipărire
- Talon: zonă situată în extremitatea dreaptă sau stângă a unei bancnote și în general tipărită în stil caligrafic, având drept corespondent o contramarcă de securitate
- Tip: caracteristici ale unei bancnote
- Verso: reversul, dosul unei bancnote, mai puțin colorate și informate decât fața / aversul / recto.

## Pagini pe Wikipedia ilustrate cu bancnote
- en  Philippines peso bills Bancnote filippineze, pe  Wikipedia în limba engleză
- en  Chilean peso Bancnote chiliene pe Wikipedia engleză
- en  Argentine peso Bancnote din Argentina pe Wikipedia engleză
- de  Australischer Dollar Bancnote australiene pe Wikipedia în limba germană
- de  Barbados-Dollar Bancnote din Barbados pe Wikipedia germană
- de  Renminbi Yuan Bancnote chinezești, pe Wikipedia germană
- fr  fr:Baht, ansamblu de bancnote curente în Thailanda.
- fr  fr:Ringgit, Bancnotă de Un Ringgit din Malaysia.
- fr  fr:Roupie indienne, Bancnotă de 10 Roupii indiene, portretul lui Gandhi.
- fr  fr:René Magritte, articol ilustrat printr-o bancnotă de 500 de franci belgieni.
- fr  fr:Nicolae Bălcescu, articol ilustrat prin două bancnote cu valori nominale de 100 de lei, edițiile 1952 și 1966.
- fr  fr:Dollar, Bancnotă de un USD.
- fr  fr:Yen, bancnote în circulație în Japonia.
- fr  fr:Kip, bancnote în circulație în Laos
- fr  fr:Kyat, bancnotă de 500 kyat din Birmania
- ro  Bancnote euro
- ro  Leu românesc
- ro  Leu moldovenesc
- ro  Coroană cehoslovacă
- ro  Robert Kalina
- ro  Karl Landsteiner
- ro  Nicolae Bălcescu
- ro  Avram Iancu
- ro  Lucian Blaga
- ro  Micul prinț